# Питер Уорлок
Питер Уорлок (англ. Peter Warlock, настоящее имя Филип Арнольд Хезелтайн (англ. Philip Arnold Heseltine); 30 октября 1894, Лондон — 17 декабря 1930, там же) — британский композитор и музыкальный критик.
Филип Арнольд Хезелтайн родился в семье английского адвоката Арнольда Хезелтайна и его второй жены валлийки Бесси Мери Эдит. Вскоре после его рождения семья переехал в лондонский район Челси, где мальчик начал брать первые уроки музыки. В 1897 году отец будущего композитора скончался, а шестью годами позже его мать вновь вышла замуж за валлийского землевладельца Уолтера Бакли Джонса и семья переехала в графство Монтгомеришир в Уэльсе. Филип Арнольд в течение всей жизни испытывал большой интерес к культуре Уэльса, что заметно отразилось на его творчестве, и гордился своим валлийским происхождением.
Образование он получил в трёх ведущих английских колледжах: Итоновском колледже, Крайст-Чёрч и университетском колледже Лондона. Некоторое время Хезелтайн также провёл в Кёльне, изучая немецкий язык и беря уроки игры на фортепиано. Впрочем, систематического музыкального образования он так и не получил и остался в своём роде самоучкой. Наибольшее влияние на его творчество оказала музыка Фредерика Делиуса, Роджера Куилтера и Бернарда ван Дирена. Кроме того, его творчество испытало сильное влияние кельтской культуры: помимо своих регулярных визитов в Уэльс, композитор провёл около года в Ирландии, изучая местный язык и культуру.
Наиболее продуктивный период композиторского творчества Уорлока пришёлся на начало 1920-х годов, проведённых им в доме матери в Уэльсе. Поселившись в 1925 году в деревне Айнсфорд в английском графстве Кент, Уорлок начал злоупотреблять алкоголем, на почве чего неоднократно имел конфликты с местной полицией. Однако, в конце 1920-х годов, он вновь вынужден заняться творчеством, так как вынужден был зарабатывать им на жизнь. Дирижёр Томас Бичем, давно знакомый с Уорлоком, предложил ему заняться организацией фестиваля музыки Фредерика Делиуса, а также нашёл для него работу в музыкальном журнале. Однако в последние годы жизни композитор вновь впал в глубокую депрессию. Питер Уорлок скончался в возрасте 36 лет от отравления газом. До сих пор точно неизвестно, была ли его смерть самоубийством или несчастным случаем.
Композиторское наследие Питера Уорлока состоит преимущественно из песен и произведений для хора. Кроме того, он является автором небольшого количества сочинений для фортепиано и для струнного оркестра.